# Dietrich Nasse
Dietrich Nasse (* 5. November 1860 in Bonn; † 1. September 1898 bei Pontresina) war ein deutscher Chirurg.

## Leben
Dietrich Nasse war ein Sohn des Nationalökonomen und Politikers Erwin Nasse und von Hermine von Hogendorp. Sein Großvater war der Internist und Psychiater Christian Friedrich Nasse. Von 1878 bis 1882 absolvierte er ein Medizinstudium in Bonn, Tübingen und Berlin. Seit 1879 war er Mitglied der Studentenverbindung AV Igel Tübingen. Er wurde 1882 in Bonn mit einer Arbeit über die Anatomie niederer Würmer (Lumbriciden) zum Dr. med. promoviert. Danach war er in Genf bei dem Pathologen Friedrich Wilhelm Zahn beschäftigt. Von 1884 bis 1886 hatte er eine Stelle als Assistent von Johannes Orth am pathologischen Institut der Universität Göttingen. Während dieser Zeit arbeitete er über die Arterientuberkulose und den bakteriologischen Befund bei Magenschleimhautnekrose.
1887 wechselte Nasse als Assistent von Ernst von Bergmann an die chirurgische Universitätsklinik in Berlin. Nach der Habilitation für Chirurgie im Jahr 1893 erhielt er 1896 eine Bestallung als außerordentlicher Professor und Staatsexaminator für Chirurgie und übernahm die Leitung der Poliklinik. Während des Türkisch-Griechischen Kriegs ging er für das Rote Kreuz 1897 in die Türkei und arbeitete zeitweise im Yildiz-Spital in Konstantinopel. Mit Hilfe der erst kurz zuvor entdeckten Röntgenstrahlen diagnostizierte er dort Schussverletzungen. Er erhielt das Angebot, dauerhaft die Medizinschule von Konstantinopel zu leiten, was er jedoch ablehnte.
Nasse starb ledig bei einem Unfall in der Schweiz.

## Wirken
Während seiner Zeit in Berlin forschte Nasse über klinisch-chirurgische und pathologische Fragestellungen. Er versuchte, die Entstehung von Lymphgeschwülsten, Mischtumoren der Speicheldrüsen, Teratomen der Kreuzbein-Steißbein-Region und Knorpel-Knochen-Tumoren zu ergründen. Außerdem forschte er über die Entstehung von Abszessen, die nach einer Trippererkrankung aufgrund von Amöbenbefall und Gelenkentzündungen auftraten.
Nasse beschäftigte sich umfangreich mit den klinischen Erscheinungen, Ausbreitungswegen und geweblichen Formen von Sarkomen. In „Die Exstirpation der Schulter und ihre Bedeutung für die Behandlung der Sarkome“ beschrieb er eine radikale Behandlungsmethode für Oberarmgeschwulste. Bei dieser Operationsmethode wurden der Arm gemeinsam mit Schlüsselbein und Schulterblatt abgesetzt. Für den Chirurgieunterricht verfasste er ein angesehenes Buch über Erkrankungen des Fußes, Unterschenkels und der Kniegelenksgegend und ein Lehrbuch über Fußverletzungen und -erkrankungen.
Nasse galt als ein Chirurg neuen Typs, der über eine wissenschaftliche Ausbildung verfügte und in der Lage war, Methoden der pathologischen Anatomie und der Bakteriologie im Bereich der Chirurgie anzuwenden. Als Schüler Ernst von Bergmanns war er auch an der Einführung der Asepsis in die Chirurgie beteiligt.